# Konarszczyzna
Konarszczyzna – obecnie część wsi Miotły na Białorusi, w obwodzie witebskim, w rejonie miorskim, w sielsowiecie Zaucie.
Dawniej samodzielna miejscowość.

## Historia
W czasach zaborów w gminie Jazno, w powiecie dzisieńskim, w guberni wileńskiej Imperium Rosyjskiego.
W latach 1921–1945 wieś i folwark leżały w Polsce, w województwie wileńskim, w powiecie dziśnieńskim, w gminie Jazno.
Według Powszechnego Spisu Ludności z 1921 roku zamieszkiwało tu 60 osób, 17 było wyznania rzymskokatolickiego a 43 prawosławnego. Jednocześnie wszyscy mieszkańcy  zadeklarowali polską przynależność narodową. Było tu 9 budynków mieszkalnych. W 1931 w 10 domach zamieszkiwało 48 osób.
Wierni należeli do parafii rzymskokatolickiej w Dziśnie i prawosławnej w Ćwiecinie. Miejscowość podlegała pod Sąd Grodzki w Dziśnie i Okręgowy w Wilnie; właściwy urząd pocztowy mieścił się w Jaźnie.
W wyniku napaści ZSRR na Polskę we wrześniu 1939 miejscowość znalazła się pod okupacją sowiecką. 2 listopada została włączona do Białoruskiej SRR. Od czerwca 1941 roku pod okupacją niemiecką. W 1944 miejscowość została ponownie zajęta przez wojska sowieckie i włączona do obwodu witebskiego Białoruskiej SRR.
Od 1991 w składzie niepodległej Białorusi.